# Rhinophis oxyrhynchus
Rhinophis oxyrhynchus är en ormart som beskrevs av Schneider 1801. Rhinophis oxyrhynchus ingår i släktet Rhinophis och familjen sköldsvansormar. Inga underarter finns listade i Catalogue of Life.
Arten förekommer i norra och östra Sri Lanka. Den lever i låglandet i torra skogar, gräsmarker och kulturlandskap. Individerna gräver i lövskiktet och det översta jordlagret. Honor lägger inga ägg utan föder levande ungar.
Flera exemplar dödas i samband med svedjebruk, när de korsar vägar eller av tamkatter, kråkfåglar och fjäderfä. Allmänt är Rhinophis oxyrhynchus inte sällsynt. IUCN kategoriserar arten globalt som livskraftig.